# مبنى برلمان بابوا غينيا الجديدة
مبنى برلمان بابوا غينيا الجديدة هو مقر البرلمان الوطني في بابوا غينيا الجديدة ويقع في العاصمة بورت مورسبي.